# Adolf Behrman

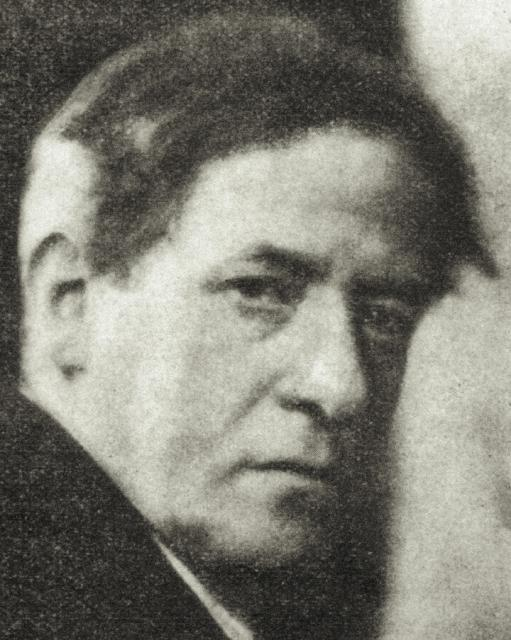
Adolf Behrman

Adolf Behrman, auch Adolf Berman, oder Abraham Berman (* 13. Juli 1876 in Tukums; † August 1943 im Ghetto Bialystok) war ein polnischer Maler und Zeichner des Postimpressionismus und der Verschollenen Generation.

## Biographie

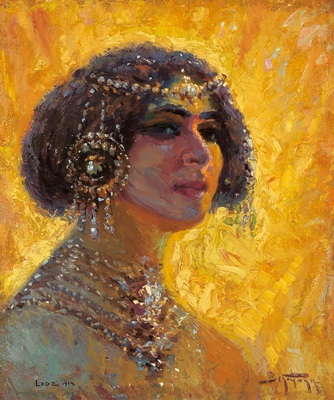
Jüdische Braut, Öl auf Leinwand, 1914

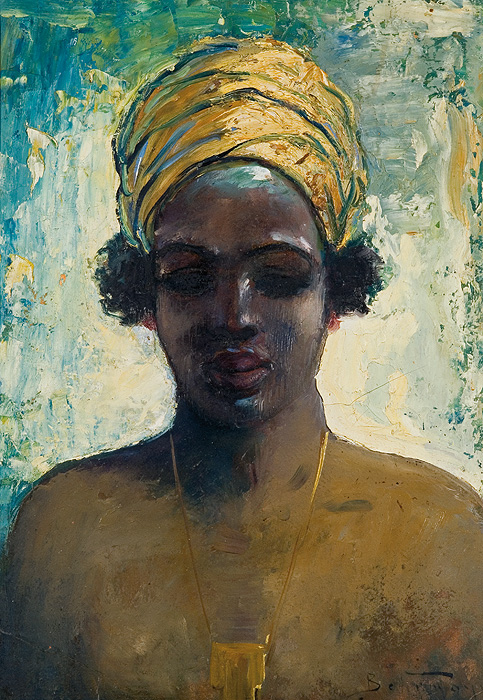
Dunkelhäutiger Junge, Öl auf Leinwand, 1930

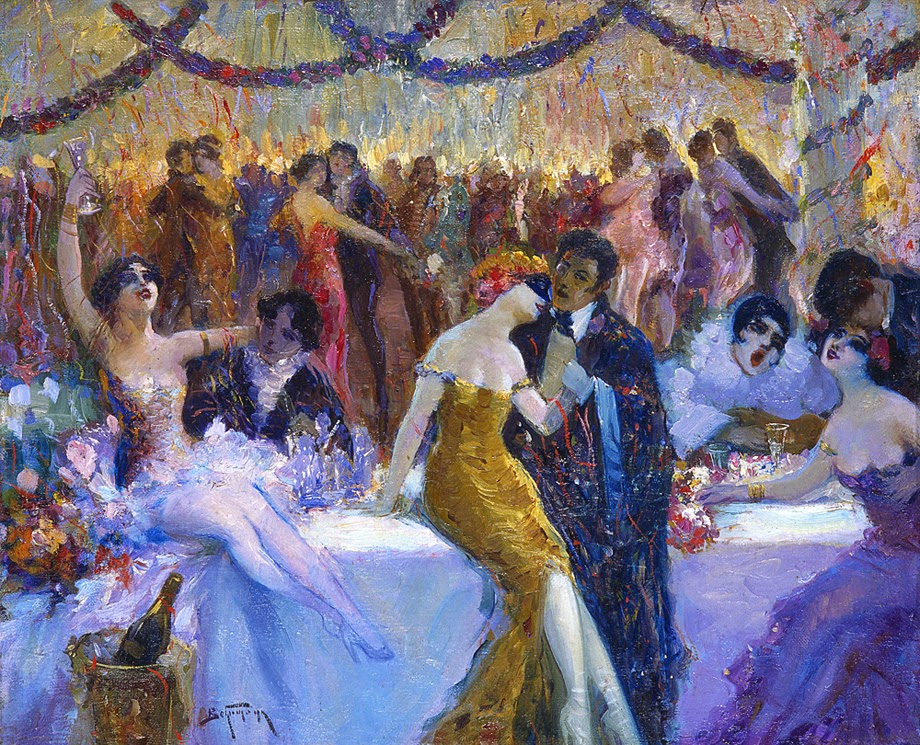
Karneval, Öl auf Leinwand, vor 1939

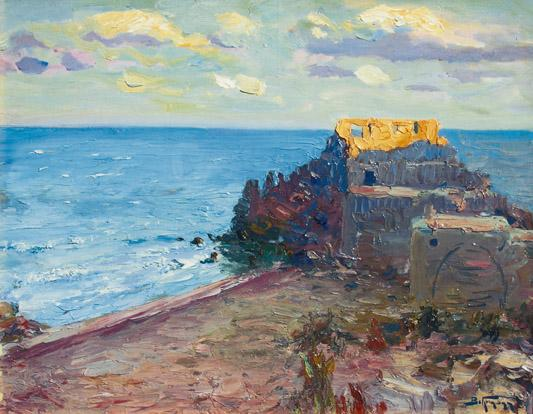
Küstenlandschaft, Öl auf Leinwand, vor 1939

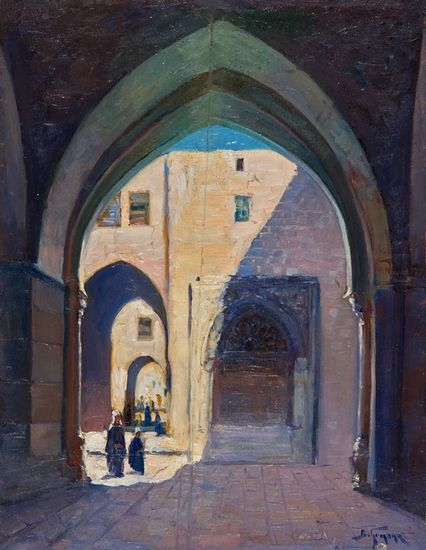
Straße in Algier, 1927

Adolf Behrman wurde in eine jüdische Familie geboren. Seine Eltern waren Róża und Markus Behrman. Die Eltern zogen irgendwann vor dem Jahrhundertwechsel nach Lodz, wo Adolf Behrman an der privaten Zeichenschule von Jakub Katzenbogen Zeichenunterricht nahm. Anschließend ging er nach München, wo er ebenfalls zunächst Privatunterricht erhielt und dann von 1900 bis 1904 an der Akademie der Bildenden Künste eingeschrieben war. Ab April 1902 studierte er u. a. bei Gabriel von Hackl.
1905 gelang Behrman der Verkauf einer Serie von Gemälden und Zeichnungen an einen Kunstsammler in Lodz, der ihm eine Reise nach Paris ermöglichte. Dort studierte er bis 1910 an der École des Beaux-Arts und ging danach zurück nach Polen, wo er wieder in Lodz lebte. Von 1924 bis 1927 reiste Behrman nach Palästina, Ägypten, Tunesien, Algerien und 1932 nach Marokko. Seine aus dieser Zeit stammenden Landschaften sind zum bekanntesten Teil seines Schaffens geworden. Behrmans Palette wurde in dieser Schaffensphase mit der Einführung impressionistischer Töne heller und farbenfroher. Weitere Reisen führten ihn nach Deutschland, Italien, Frankreich und Spanien. Ab 1936 war Adolf Behrman Mitglied des polnischen Künstlerverbandes.
Kurz nach dem Überfall der deutschen Wehrmacht am 1. September 1939 auf Polen flüchtete er von Lodz in das 300 km östlicher gelegene Bialystok, das damals in der sowjetischen Besatzungszone lag. Nach dem Überfall der Nazis auf die Sowjetunion am 22. Juni 1941 versuchte Behrman, sich das Leben zu nehmen. Der Suizidversuch misslang. Am 16. August 1942 wurde Behrman in das Ghetto in Bialystok gebracht. Dort leitete er die Werkstatt von Oskar Steffens, in der jüdische Maler nach Reproduktionen die Bilder alter Meister kopierten. Er starb während der Liquidierung des Ghettos im August 1943 in dem Monat, in dem die meisten Bewohner des Ghettos nach ihrem Aufstand gegen die SS-Wachmannschaften erschossen wurden.

## Künstlerischer Stil
Adolf Behrman malte Landschaften vorwiegend des von ihm bereisten Orients, Genreszenen sowie Figurenstudien in Öl, Aquarell und in Pastell. Bekannt wurde er auch für seine Gemälde des Lebens im jüdischen Schtetl und Gruppenporträts. Er malte Szenen aus dem täglichen Leben der polnischen Juden und Ansichten von jüdischen Vierteln. Sein Gemälde Die jüdische Braut aus dem Jahr 1914 wurde für das Cover des Buches The Annihilation of Bialystok Jewry von Rafael Rajzner und Henry R. Lew verwendet. Mitte der 1930er Jahre gestaltete er in Kazimierz Dolny das Interieur der dortigen Synagoge und schuf damit eines seiner wichtigsten Werke, das bei einem Brand des Gebäudes während des Krieges zerstört wurde. Seine letzte große Ausstellung fand 1935 in Lodz statt. Viele von Behrmans Gemälden wurden im Zweiten Weltkrieg zerstört. Einige seiner Gemälde befinden sich im Historischen Museum von Krakau und im Museum von Lodz.

## Werke (Auswahl)
- Beduinen auf Eseln, vor 1934, Pastell auf Karton, 46 × 60 cm
- Talmudist, 1910, Öl auf Leinwand, 69 × 59 cm
- Porträt eines Mannes mit Turban, vor 1934, Öl auf Leinwand, 52 × 42 cm
- Lesender Rabbi, Öl auf Leinwand, 69 × 49 cm
- Arabische Stadt, vor 1934, Öl auf Karton, 51 × 36 cm
- Orientalische Landschaft, vor 1934, Öl auf Karton, 36 × 48 cm
- Selbstporträt in arabischem Kostüm, vor 1934, Öl auf Pappe, 35 × 35 cm
- Meknes, 1934, Öl auf Malpappe, 39 × 53 cm
- Selbstporträt mit Eisenhelm, 1936, Öl auf Pappe, 58 × 46 cm
- Porträt einer schwarzen Frau, 1923, Pastell auf Papier, 62 × 49 cm
- Jerusalem, 1929, Pastell, Gouache, Tempera auf Karton, 60 × 84 cm

## Gruppenausstellungen (Auswahl)
- 1910: Salon des Indépendants Paris
- 1918: Frühjahrsausstellung der Vereinigung bildender Künstler und Kunstliebhaber in Lodz
- 1922: Frühjahrs- und Herbstausstellungen in der Jüdischen Gemeinde, Warschau
- 1938: Salon der Jüdischen Gesellschaft zur Verbreitung der Kunst, Jan/Febr, Warschau
- 1948: Ausstellung von Werken der Märtyrer der deutschen Besatzung 1939–45, Warschau
- 1949: Gerettete Kunstwerke jüdischer Künstler, Warschau
- 1987: Ausstellung von Werken jüdischer Künstler 1918–39, Haus der Kunst, Osztyn

## Einzelausstellungen
- 1925: Städtische Kunstgalerie Lodz
- 1927: Städtische Kunstgalerie Lodz
- 1927: Sonderausstellung in Hamburg
- 1931: Lokal in der Moniuszko-Straße in Lodz
- 1935: Lodz